# Hidehiko Shimizu
Hidehiko Shimizu (jap. 清水 秀彦 Shimizu Hidehiko; ur. 4 listopada 1954 w Tokio) – były japoński trener piłkarski i piłkarz występujący na pozycji pomocnika.

## Życiorys

### Kariera klubowa
Od 1977 do 1988 roku był zawodnikiem japońskiego klubu Nissan Motors.

### Kariera trenerska
Po zakończeniu piłkarskiej kariery pracował jako trener w klubach: Yokohama Marinos, Avispa Fukuoka, Kyoto Purple Sanga i Vegalta Sendai.

## Sukcesy

### Trenerskie
Yokohama Marinos
- Zwycięzca Pucharu Japonii: 1991, 1992